# Tartuffe (Mechem)
Tartuffe (Tartufo) es una ópera en tres actos con música de Kirke Mechem. Mechem también escribió el libreto en inglés, basado en la obra de Molière Tartufo, o El impostor. Es una moderna ópera bufa ambientada en París en el siglo XVII. Tartuffe se estrenó el 27 de mayo de 1980 en la Ópera de San Francisco (California). Desde entonces se ha representado 350 veces en seis países y ha sido traducido al alemán, ruso, chino, japonés y checo.  Una "ópera de números" con arias, dúos, tríos y conjuntos, Tartuffe es una de las óperas más representadas de un compositor estadounidense.
Es una ópera poco representada en la actualidad; en las estadísticas de Operabase aparece con sólo dos representaciones en el período 2005-2010.

## Arias
- "Father, I beg you" - Mariane
- "No more, false heart" - Valere
- "Fair Robin I love" - Dorine
- "Every Day at Church"- Orgon